# Berwyn Jones
Thomas Berwyn Jones (ur. 13 lutego 1940 w Rhymney w hrabstwie Monmouthshire, zm. 12 stycznia 2007 w Ross-on-Wye) – brytyjski lekkoatleta, sprinter, medalista mistrzostw Europy z 1962, później zawodnik rugby league.
Był Walijczykiem. W młodych latach grał w rugby union w lokalnym klubie Rhymney RFC, ale sukcesy odnosił w lekkoatletyce. Zdobył srebrny medal w biegu na 100 metrów na letniej uniwersjadzie w 1961 w Sofii.
Zdobył brązowy medal w sztafecie 4 × 100 metrów (w składzie: Alf Meakin, Ron Jones, Berwyn Jones i David Jones) na mistrzostwach Europy w 1962 w Belgradzie. Berwyn Jones startował również w indywidualnym biegu na 100 metrów, w którym odpadł w półfinale.
Startując w reprezentacji Walii zdobył brązowy medal w sztafecie 4 × 110 jardów (w składzie: David England, Ron Jones, Berwyn Jones i Nick Whitehead) na Igrzyskach Imperium Brytyjskiego i Wspólnoty Brytyjskiej w 1962 w Perth, a w biegu na 100 jardów odpadł w półfinale.
Był mistrzem Wielkiej Brytanii (AAA) w biegu na 100 jardów w 1963 i brązowym medalistą w 1962. Był również mistrzem Walii na 100 jardów w 1961 i 1962 oraz na 220 jardów w 1962.
Kilkakrotnie poprawiał rekord Wielkiej Brytanii w sztafecie 4 × 100 metrów do wyniku 39,7 s (23 sierpnia 1963 w Londynie).
Jego rekordy życiowe wynosiły: 9,6 s na 100 jardów, 10,3 s na 100 metrów i 21,6 s na 220 jardów.
W 1964 zrezygnował z uprawiania lekkoatletyki i zaczął wyczynowo grać w rugby league. W latach 1964–1966 trzykrotnie wystąpił w międzynarodowych meczach reprezentacji Wielkiej Brytanii przeciwko Francji. Grał w klubach Wakefield Trinity, Bradford Northern i St Helens. Zakończył karierę w 1969.